# Shitao
Shitao, nato Zhu Ruoji (朱若極T, Zhū RuòjíP) (石濤T, 石涛S, Shí TāoP, Shih T'aoW; 1642 – 1707), è stato un pittore e poeta cinese vissuto durante la dinastia Qing.

## Biografia

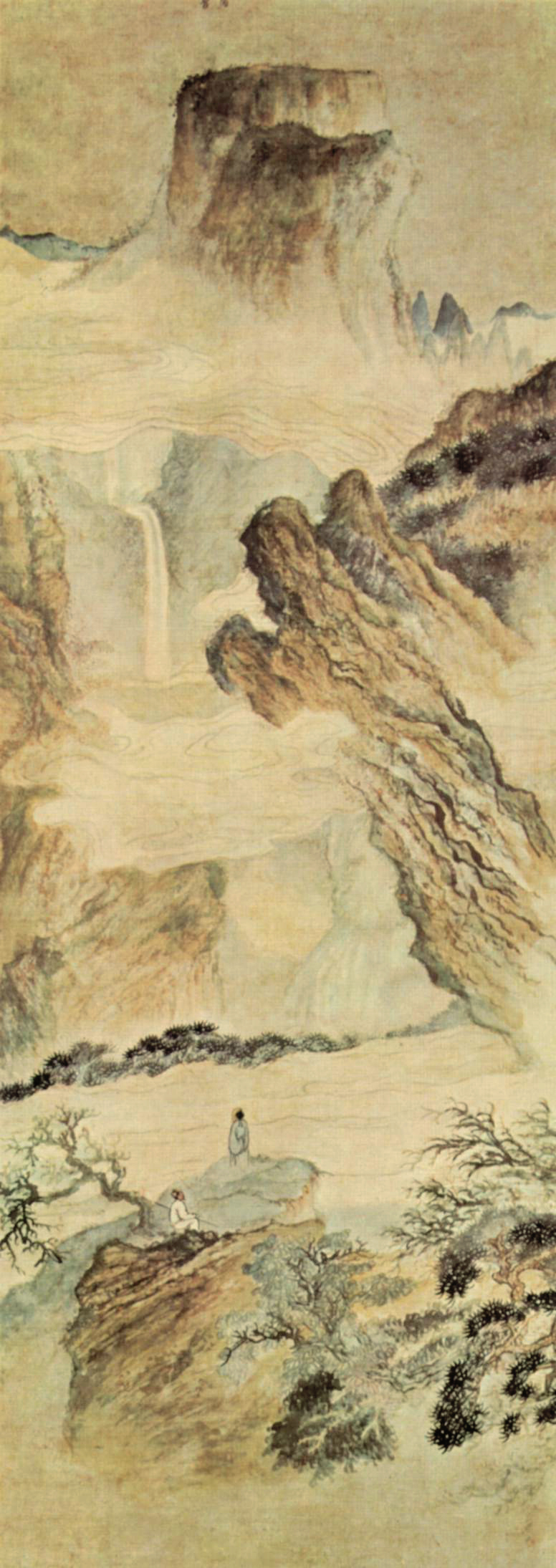
Shitao, Cascata sul monte Lu, 1660-1710, ispitata da una poesia di Li Bai, collezione privata

Nato nella contea di Quanzhou, a Guilin, Shitao fu un membro della casa reale Ming. La sua famiglia sfuggì la rovina nel 1644, quando la dinastia Ming cadde per opera dei Manciù e della ribellione civile. Sfuggito il destino cui la sua discendenza lo aveva destinato assunse il nome di Yuanji Shi Tao non più tardi del 1651 quando iniziò a trascorrere buona parte della sua vita in un monastero buddista.
Si trasferì dal distretto di Wuchang, dove completò la sua istruzione religiosa, nell'Anhui nel 1660. Nel corso degli anni 80 del XVII secolo visse a Nanchino e Yangzhou, e nel 1690 si stabilì per un po' a Pechino per cercare fondi per la sua promozione all'interno del sistema monastico. Il tentativo fallì e, frustrato per questo, Shitao si converti al Taoismo nel 1693 e ritornò a Yangzhou dove risiedette fino alla morte sopraggiunta nel 1707.

## Nomi

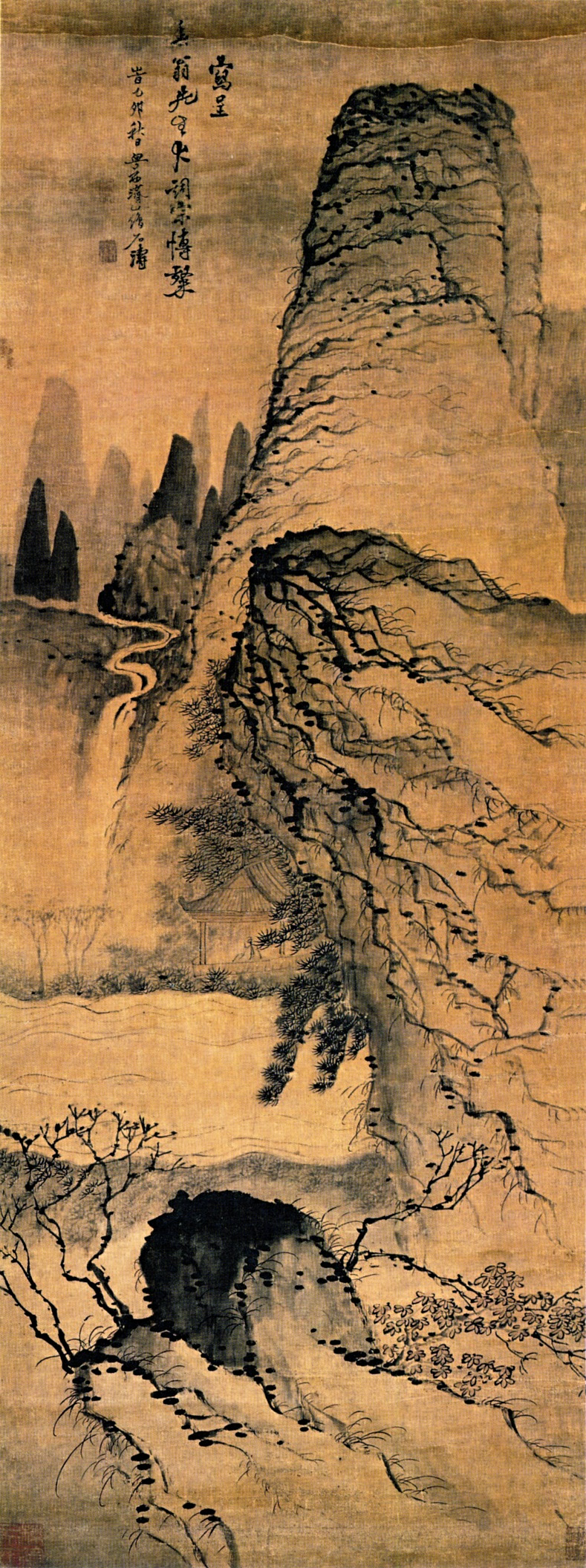
, 1675, collezione del Museo di Shanghai

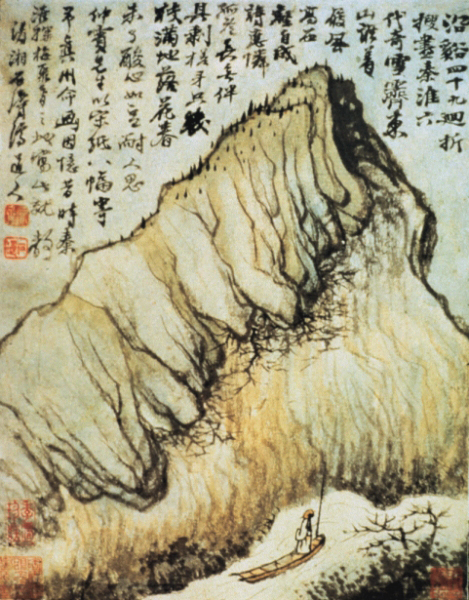
Ricordi di Qin Huai, di Shitao, Cleveland Museum of Art

Shitao impiegò più di due dozzine di nomi durante la sua vita.
Tra i nomi più comuni da lui usati ci sono Shi Tao (Onda di roccia -  石涛), Kǔguā héshang (Monaco zucca amara - 苦瓜和尚), Yuán Jì (Origine della Salvezza - 原濟), Xiā Zūnzhě (Onorabile cieco - 瞎尊者, cieco ai desideri terreni), Dà Dízǐ (Il puro (o pulito) - 大滌子).
Da Dizi fu assunto quando Shitao rinunciò al Buddismo e si convertì al Taoismo. Fu anche il nome che impiegò per la sua casa a Yangzhou (Sala Dà Dí - 大滌堂).

## Arte
Shitao è uno dei più famosi pittori individualisti del primo periodo Qing. La sua arte fu rivoluzionaria e apertamente trasgressiva rispetto allo stile dominante al tempo, teso alla riproposizione degli stilemi classici. Pur riprendendo a sua volta alcuni predecessori, in primis Ni Zan e Li Yong, la sua pittura è contraddistinta da una freschezza senza precedenti nella tradizione cinese. In accordo con la visione taoista dell'Universo, il pittore diviene catalizzatore di forze che convoglia sulla carta con il metodo denominato "una pennellata" da Shitao. Nelle sue opere si nota l'angoscia che caratterizza la sua personalità, contraddistinta dal conflitto fra l'ascetismo monastico e la vita mondana. È inoltre autore di testi teorici tra i più significativi di tutta la ricca tradizione cinese su questa tematica.